# Provincia dell'Ituri
L'Ituri è una provincia della Repubblica Democratica del Congo. La sua capitale è Bunia, la maggiore città dell'area.
La provincia si trova nel Congo nord-orientale. Nel precedente ordinamento amministrativo del Congo (in vigore fino al 2015) la provincia non esisteva in quanto faceva parte della più ampia Provincia Orientale.

## Geografia fisica
L'Ituri è situato a nord-est del fiume Ituri e sulla sponda occidentale del Lago Alberto. Confina con Uganda e Sudan. Comprende un'area di foresta pluviale nota come foresta dell'Ituri.
L'Ituri è formato da un altopiano (2000-5000 metri) coperto da savana e foresta tropicale. Comprende fauna rara, tra cui l'okapi (simbolo nazionale della RDC). Tra la flora c'è il mangongo, con le cui foglie gli Mbuti costruiscono le proprie capanne.
In Ituri si trovano anche le miniere d'oro di Kilo-Moto.

## Geografia antropica

### Suddivisioni amministrative
La Provincia dell'Ituri è suddivisa nelle città di Bunia (capoluogo), ed in 5 territori:
- Aru (6 740 km²)
- Djugu (8 184 km²)
- Irumu (8 730 km²)
- Mahagi (5 211 km²)
- Mambasa (36 783 km²)

## Storia
Dal 1962 al 1966, la provincia di Kibali-Ituri ha costituito un'unità amministrativa della Repubblica Democratica del Congo. Successivamente lo status legale dell'area è divenuto controverso; all'inizio della Seconda guerra del Congo, nel 1998, la regione dell'Ituri è stata occupata sia dai militari dell'Uganda People's Defense Force (UPDF) che dalla componente del Raggruppamento per la Democrazia Congolese che faceva capo al Movimento per la Liberazione (RCD-ML). Nel giugno 1999, il comandante dell'UPDF, James Kazini, nonostante le proteste del RCD-ML, ha ricostituito la provincia del Kibali-Ituri scorporandola dalla Provincia Orientale e fissando la capitale a Bunia. Il governo è stato poi affidato ad un esponente di etnia hema: gli scontri etnici che ne sono seguiti sono sfociati nel conflitto dell'Ituri, nel corso del quale si sono registrate migliaia di morti.
Con l'adozione di una nuova Carta costituzionale, nel 2006, l'Ituri è stata definitivamente proclamata provincia della Repubblica Democratica del Congo.

### Presidente, poi governatore, del Kibali-Ituri 1962-1966
- Settembre 1962 - 28 dicembre 1966 Jean Foster Manzikala

### Governatori del Kibali-Ituri dal 1999
- *1999* Adele Lotsoye Mugisa (nominata da James Kazini)
- dicembre  1999 - inizio 2001 Ernest Uringi Padolo
- dicembre  2001 - novembre 2002 Joseph Eneku
- febbraio 2002 - ? Jean-Pierre Mulondo Lonpondo
- aprile 2003 - oggi Emmanuel Leku Apuobo

## Società

### Evoluzione demografica
La popolazione è composta principalmente di Alur, Hema, Lendu, Ngiti, Bira e Ndo-Okebo, in proporzioni incerte.
Gli Mbuti, gruppo etnico di pigmei, risiedono principalmente nelle foreste dell'Ituri, nei pressi dell'Okapi National Park, nonostante recentemente alcuni gruppi siano stati forzati a spostarsi nelle aree urbane (specialmente a Mambasa) da deforestazione, caccia di frodo e violenze belliche.